# Gagret
Gagret é uma cidade e uma nagar panchayat no distrito de Una, no estado indiano de Himachal Pradesh.

## Geografia
Gagret está localizada a 31° 40′ N, 76° 04′ L. Tem uma altitude média de 439 metros (1440 pés).

## Demografia
Segundo o censo de 2001, Gagret tinha uma população de 3180 habitantes. Os indivíduos do sexo masculino constituem 53% da população e os do sexo feminino 47%. Gagret tem uma taxa de literacia de 81%, superior à média nacional de 59,5%: a literacia no sexo masculino é de 83% e no sexo feminino é de 78%. Em Gagret, 11% da população está abaixo dos 6 anos de idade.